# Aphanopeltis phoebes
Aphanopeltis phoebes är en svampart som beskrevs av Syd. 1927. Aphanopeltis phoebes ingår i släktet Aphanopeltis och familjen Asterinaceae.   Inga underarter finns listade i Catalogue of Life.